# Conjurer (película)
Conjurer es una película de terror sobrenatural de 2008 dirigida por Clint Hutchison y escrita por Hutchison y David Yarbrough. La película tuvo su estreno mundial el 11 de septiembre de 2008 en el Festival de Cine Independiente de SoCal y se lanzó en DVD el 25 de noviembre del mismo año. Está protagonizada por Andrew Bowen como un fotógrafo que es perseguidor por un fantasma.

## Argumento
Durante el año pasado, el fotógrafo Shawn Burnett (Andrew Bowen) y su esposa Helen (Maxine Bahns) han estado de luto por la pérdida de su primer hijo, que murió en el útero de Helen antes de que pudiera llevar a término. Esperan que mudarse al campo los ayude a ambos a sanar y seguir adelante con sus vidas. Shawn está algo irritado porque la medida implica que acepte caridad del hermano de Helen, Frank Higgins (John Schneider), pero está dispuesto a hacer todo lo que pueda si eso le dará consuelo a Helen. Frank promete que les construirá a los dos una casa nueva, pero hasta que termine la construcción deben quedarse en una casa más antigua con una cabaña decrépita en el patio trasero. Poco después de mudarse, Helen vuelve a quedar embarazada.
Shawn queda fascinado cuando descubre a través de algunos vecinos que, según se informa, la cabaña está perseguida por el fantasma de una bruja que maldice a cualquiera que intente quedar embarazada, buscando venganza contra un marido que asesinó a su propio hijo hace años. Mientras investiga la leyenda, Shawn se lastima con un diente que quedó en la cabina y desarrolla una infección grave. A medida que la infección empeora, Shawn comienza a experimentar visiones y eventos extraños, sin estar seguro de si son reales o delirios provocados por la infección y una posible enfermedad mental latente, ya que su propio padre asesinó a su esposa y luego se suicidó. Esto preocupa a Shawn ya que de cualquier manera representa una amenaza potencial para Helen, ya sea por la mano de la bruja o por la posible enfermedad mental de Shawn, y decide sacar a Helen de ese lugar. Esto lo pone en desacuerdo con Frank, quien cree que la tierra es completamente segura.
A medida que las cosas se vuelven más extrañas y Shawn se vuelve más inestable, las cosas culminan en una escena de persecución que termina con Shawn disparando un arma a su esposa. Las autoridades son llamadas al lugar y Shawn intenta explicar la historia de la bruja, solo para que le digan que no existe ninguna bruja y que los vecinos (que le habían contado la historia) nunca existieron. Luego lo llevan a una institución mental, dejando a Helen viviendo sola en la casa. La película termina con Helen escuchando un mensaje telefónico de Shawn y luego volviéndose hacia la cámara con una mirada malévola, dejando al espectador decidir si los eventos de la película son el resultado de la psicosis de Shawn o si realmente hay una bruja y ha poseído a Helen en algún momento durante la película.

## Reparto
- Andrew Bowen como Shawn Burnett.
- Maxine Bahns como Helen Burnett.
- John Schneider como Frank Higgins.
- Tom Nowicki como Marlin Dreyer.
- Brett Rice como Fulton Moss.
- Edith Ivey como la Sra. Dreyer.
- Terrence Gibney como el Dr. Letson.
- Dolan Wilson como el sheriff Clayton.
- Liz McGeever como Hattie.
- Nicholaus Teall como Moss Boy.
- James Donadio como Tony Stegman.
- Donna Biscoe como la Dra. McKenzie.
- Ryan Puszewski como el joven Shawn.

## Lanzamiento
Conjurer fue lanzado en DVD por Monarch Home Video el 25 de noviembre de 2008.

## Recepción
La recepción crítica de Conjurer ha sido positiva. Dread Central le dio a la película tres de cinco cuchillas y elogió la actuación y dirección de la película. LA Weekly también elogió la película, que según ellos tenía «un ambiente espeso de pavor gótico».

### Premios
- Mejor película de terror en el Festival Internacional de Cine Action on Film (2008, ganadora)[6]
- Mejor Largometraje en el Dixie Film Festival (2008, ganadora)[7]
- Premio Directorial Discovery en el Festival Internacional de Cine de Terror de Rhode Island (2008, ganadora)[8]